# Академия ралли
Акаде́мия ра́лли — одна из ведущих российских автоспортивных команд. Промоутер раллийного монокубка Volkswagen Polo Cup (2013—2016) и автогоночного конкурса «Народный Пилот» (2014—2018). Шестикратный победитель российских кольцевых турниров в командном зачёте, в рамках серии РСКГ, также пилоты коллектива семь раз становились победителями в различных личных зачётах Российской серии кольцевых гонок. Неоднократно одерживали победы и завоёвывали призовые места на этапах Кубка России по ралли в своём классе. Выигрывали в престижных кольцевых и раллийных трофеях, таких как: Akhmat Race, Rally Masters Show. Специалисты «Академии ралли» разработали, построили и вывели на трассы российских автосоревнований восемь версий спортивных машин разных уровней подготовки для кольцевых гонок и классического ралли, подготовили и обучили большую группу молодых гонщиков, достигших успехов в различных турнирах.

## История команды
Команда «Академия ралли» была сформирована в 2012 году. Начала свою деятельность с создания спортивной техники для российских автомобильных соревнований. Одновременно с этим компанией был осуществлён проект по созданию и проведению в России раллийного монокубка на спортивных версиях автомобилей Volkswagen Polo собственной разработки. Постепенно количество освоенных разновидностей автоспортивных машин достигло восьми, они стали активно использоваться как в классическом ралли, так и в кольцевых автогонках. В 2014 году команда запустила уникальный проект «Народный пилот», а вскоре дебютировала в Российской серии кольцевых гонок, где сразу же вышла на ведущие роли во всех классах, в которых приняла участие.

### Раллийные монокубки D-Mack Cup/VW Polo Cup
Первым большим проектом компании стал раллийный монокубок, получивший изначально название D-Mack Cup. Специалистами «Академии ралли» совместно с чешскими гоночными инженерами в 2012 году был подготовлен проект раллийного автомобиля на базе серийного хетчбэка VW Polo Mk5 с 1,6-литровым двигателем мощностью 165 л. с., соответствующий требованиям ФИА и российского национального класса 1600Н. При этом, все подготовительные работы велись по согласованию с автопроизводителем Volkswagen AG, который также разрешил представителям «Академии ралли» провести омологацию спортивной версии машины в Российской автомобильной федерации. Первые экземпляры были собраны в Чехии в 2012—2013 годах, а позже производство локализовали в России, на технической базе команды «Академия ралли». Всего было построено 15 идентичных автомобилей с кузовом хетчбэк, а также одна машина с кузовом седан и аналогичными техническими изменениями.
Построенные автомобили предлагались в аренду всем желающим для участия на этапах монокубка. В стоимость аренды на гонку входила компенсация расходов на шины, гоночный бензин, экипировку: 120—140 тысяч рублей (в разные сезоны). Также участник компенсировал затраты на доставку спортивной техники к месту соревнований, стартовый взнос, расходы на проживание и транспорт до места соревнований, аренда автомобиля для ознакомления с трассой. В среднем стоимость участия в этапе составляла 200 тысяч рублей, ещё в 300 тысяч рублей обходился депозит — на случай возможных аварий или поломок по вине участника. На момент проведения монокубка это было одно из самых доступных подобных предложений в Европе, с учётом современности и конкурентоспособности машины, по меркам своего класса.
Турнир D-Mack Cup 2013 состоял из восьми раундов, прошедших в рамках этапов Кубка России по ралли на территории Краснодарского края, Псковской, Ленинградской и Ярославской областей. В нём приняли участие 66 спортсменов (пилотов и штурманов). Победителем стал Аркадий Богомолов, получив в качестве главного приза новый VW Polo Sedan российской сборки.
Дебютный турнир был признан успешным, и по согласованию с российским представительством Volkswagen AG было заключено трёхлетнее соглашение о проведении в дальнейшем аналогичных турниров под названием Volkswagen Polo Cup. За это время прошло запланированные три сезона, включавших по 5-9 этапов, в которых стартовали спортсмены как из России, так и из соседних государств. Так, в 2015 году в монокубке участвовал экипаж из Казахстана, а в 2016-м два экипажа из Туркменистана. Среди гонщиков были и профессиональные спортсмены, и участники-любители. Также каждый год стартовали медиа-экипажи, лучшие из которых даже становились призёрами турниров, как например экипажи Михаила Милова и Юрия Урюкова, в 2013 и 2016 годах, соответственно. Каждый год победитель кубка получал ключи от нового VW Polo Sedan.
После сезона 2016 года концерн Volkswagen AG покинул чемпионат мира по ралли, после чего была пересмотрена маркетинговая политика концерна в отношении автоспорта. На этом фоне прекратилась официальная поддержка проведения Volkswagen Polo Cup в России и проект был завершён.

#### Призёры D-Mack Cup/VW Polo Cup
| Год         | Число этапов | Призёры    | Призёры           | Призёры    |
| Год         | Число этапов | Место      | Пилот             | Очки       |
| D-Mack Cup  | D-Mack Cup   | D-Mack Cup | D-Mack Cup        | D-Mack Cup |
| ----------- | ------------ | ---------- | ----------------- | ---------- |
| 2013        | 8            | 1          | Аркадий Богомолов | 130        |
| 2013        | 8            | 2          | Владимир Кабанов  | 100        |
| 2013        | 8            | 3          | Михаил Милов      | 87         |
| VW Polo Cup |              |            |                   |            |
| 2014        | 9            | 1          | Алексей Игнатов   | 114        |
| 2014        | 9            | 2          | Аркадий Богомолов | 100        |
| 2014        | 9            | 3          | Вадим Лелюх       | 88         |
| 2015        | 7            | 1          | Денис Ростилов    | 101        |
| 2015        | 7            | 2          | Юрий Аршанский    | 89         |
| 2015        | 7            | 3          | Андрей Вавилин    | 82         |
| 2016        | 5            | 1          | Павел Палкин      | 75         |
| 2016        | 5            | 2          | Евгений Малахов   | 72         |
| 2016        | 5            | 3          | Юрий Урюков       | 64         |

### Кольцевые серии RRC и РСКГ
В то время, пока «Академия ралли» организовывала монокубок VW Polo, основные силы команды были сосредоточены в первую очередь на этом раллийном проекте. В то же время, в сезонах 2013—2015 годов в российских кольцевых гонках выступала большая группа пилотов на автомобилях подготовленных командой «Академия ралли». Первый из них дебютировал в классе «Туринг-Лайт» чемпионата России 2013 года, и пилот на VW Polo R2 Mk5 смог добыть 11 призовых подиумов, включая 7 побед (две из которых были аннулированы по неочевидным причинам). В 2014—2016 годах в Российской серии кольцевых гонок уже целый ряд спортсменов стартовали на VW Polo R2 Mk5 и VW Polo Sedan, подготовленных «Академией ралли», в классах «Туринг-Лайт», «Национальный» и «Национальный-Юниор». Ими неоднократно завоёвывались призовые места и победы. В 2015 году пилот на VW Polo Sedan выиграл дебютное первенство России по кольцевым гонкам в зачёте «Национальный-Юниор», с призовыми подиумами в каждом из десяти заездов, включая 7 побед. Также во время финального этапа турнира того года на VW Polo Sedan (только более мощном, класса «Национальный») стартовал экс-пилот Формулы-1 Мика Сало. Это был первый случай официального участия экс-пилота Ф1 в российских автогонках.
В 2016 году «Академия ралли» вновь большую часть внимания оказывала организации раллийного монокубка VW Polo Cup. В то же время, команда впервые заявила своего пилота в розыгрыш Кубка России по кольцевым гонкам, в классе «Национальный». Первенцем стал Иван Костюков, победитель проекта «Народный Пилот — 2016» (до этого «народные пилоты» выступали в РСКГ за партнёрские коллективы). Иван выступил во всех семи этапах турнира, четыре раза поднимался на призовой подиум, одержал две победы и занял третье итоговое место по итогам года, в борьбе с 36 соперниками.
По окончании 2016 года программа монокубка VW Polo Cup оказалась завершённой, и с сезона 2017 года «Академия ралли» полностью переключилась на выступления в Российской серии кольцевых гонок. Её представители сразу же вышли на старт всех трёх классов, где использовалась техника подготовленная на технической базе команды: «Туринг-Лайт», «Национальный» и «Национальный-Юниор». И в каждой категории её пилотам удавалось приезжать на призовой подиум. Глеб Кузнецов закончил сезон вторым в классе «Национальный», с отставанием от лидера всего на одно очко. Ирина Сидоркова стала второй в зачёте «Национальный-Юниор», также с минимальным отставанием от победителя, и с тремя победами в сезоне, как и у Глеба. В «Туринг-Лайте» Игорь Самсонов (Народный Пилот — 2015) завоевал два подиума, а чемпионом России стал пилот дружественной команды, использовавший VW Polo R2 Mk5, подготовленный «Академией ралли». Непосредственно команда заявилась в зачётах классов «Национальный» и «Национальный-Юниор», и в обоих по итогам сезона одержала победы.

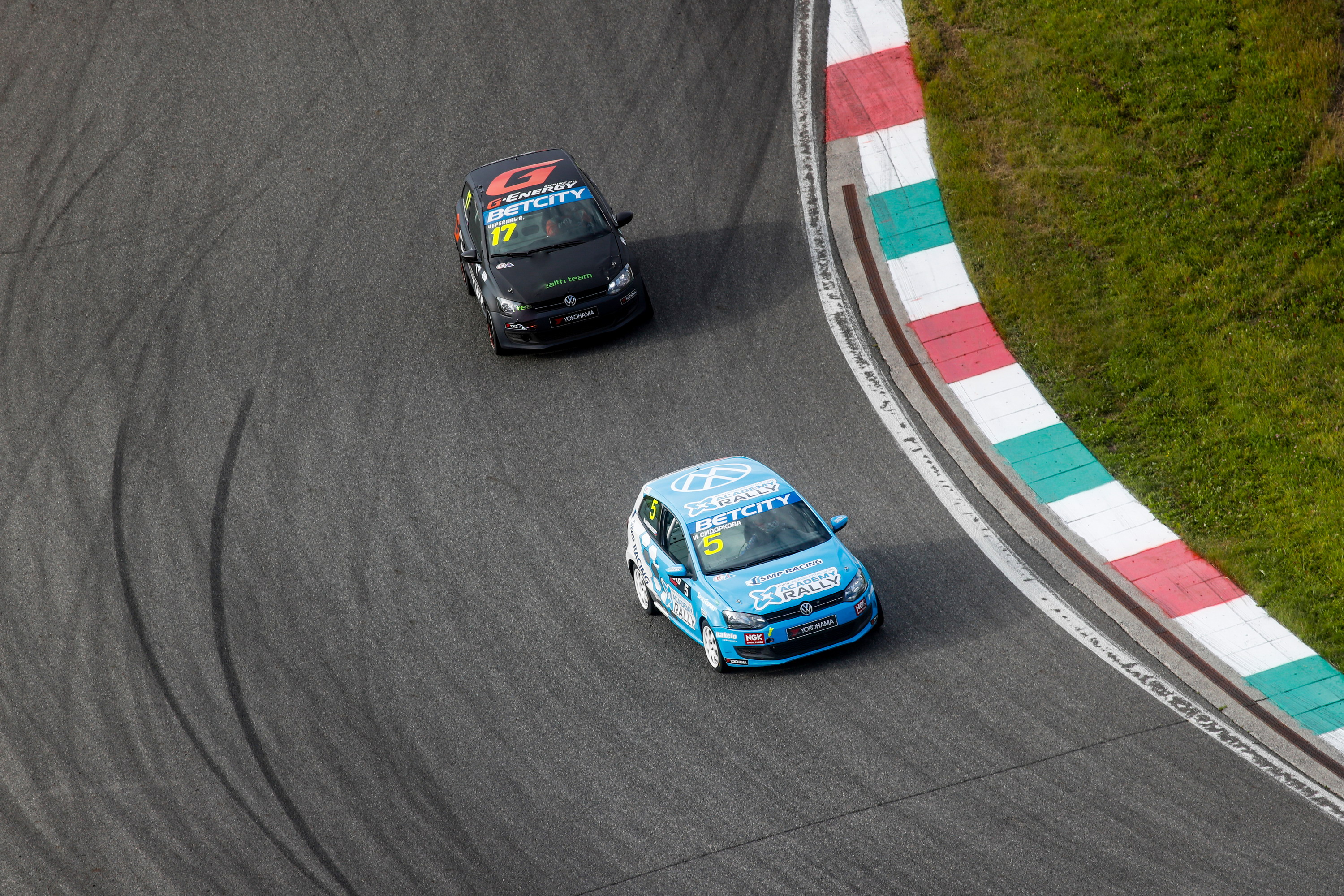
На трассе пилоты команды Ирина Сидоркова (№ 5) и Владимир Черевань (№ 17), сезон РСКГ 2020 года

В 2018 году к «Академии ралли» присоединился также пилот класса «Туринг» Антон Бадоев, который в составе команды сразу показал один из лучших результатов в свое карьере — занял 6 место в абсолютном зачёте чемпионата России по кольцевым автогонкам и выиграл «Трофей СМП РСКГ». В зачёте «Туринг-Лайт» Игорь Самсонов занял третье итоговое место с четырьмя победами на этапах. В зачёте «Национальный» Глеб Кузнецов второй год подряд расположился на второй строчке, на этот раз с пятью победами на этапах. Так же на втором месте расположилась «Академия ралли» и в командном зачёте этого класса. А в юниорском первенстве России представители коллектива оккупировали весь пьедестал почёта. Ирина Сидоркова стала первой в истории девушкой, победившей в одном из зачётов серии РСКГ, следом за ней расположились Павел Кузьминов и Пётр Плотников. В командном зачёте этой категории «Академия ралли» представила сразу два коллектива, которые заняли первое и пятое итоговые места, их пилоты выиграли семь из десяти гонок сезона. Кроме этого, 2018 год стал примечателен тем, что в зачёте «Национальный-Юниор» VW Polo Sedan подготовки «Академии ралли» стал фактически основой класса, 12 из 16 участников использовали именно эту модель.
В 2019 году Антон Бадоев вновь первенствовал в «Трофее СМП РСКГ» (первый и единственный, кому удалось повторить успех в этом турнире). Также в этом сезоне пилотам «Академии ралли» удалось добиться как личных, так и командных побед в классах «Туринг-Лайт» и «S1600 Юниор». В первом случае чемпионом стал Владимир Черевань, а Роман Голиков занял третье место, в юниорском первенстве страны победил Пётр Плотников, а третьим стал Егор Фокин. В обоих зачётных категориях пилоты команды одержали по пять побед на этапах. Кроме того, в этом сезоне абсолютно все участники зачёта юниоров использовали VW Polo Sedan, главным образом подготовленные в «Академии ралли», а годом позже только один спортсмен использовал модель другого производителя.
В 2020 году вновь коллектив заявился в классе S1600 (прежде называвшимся «Национальный»), и Пётр Плотников смог уверенно победить в нём, за одну гонку до финиша кубка России. По ходу сезона он одержал четыре победы. В «S1600 Юниор» Егор Фокин и Артемий Першин заняли первое и третье место, выиграв девять заездов из двенадцати. При этом Егор смог одержать восемь побед за сезон — абсолютный рекорд за всю историю юниорского первенства России по кольцевым автогонкам. В классе «Туринг-Лайт» каждый из трёх пилотов выиграл по одному заезду: Николай Карамышев, Владимир Черевань и Ирина Сидоркова. При этом Сидоркова стала первой девушкой в истории, которой удалось победить в заезде чемпионата России по кольцевым автогонкам. Карамышев и Черевань заняли третье и четвёртое места по итогам сезона, а сама команда расположилась на втором месте в этом классе.

#### Результаты выступлений в РСКГ
| Легенда к таблице |                                                                    |
| --- | ------------------------------------------------------------------ |
| Расшифровка обозначений и цветов представлена в нижеследующей таблице. |                                                                    |
| \| Пример \| Описание \| \| ------------ \| ------------------------------------------------------------------ \| \| 1 \| Победитель \| \| 2 \| Второе место \| \| 3 \| Третье место \| \| 5 \| Финишировал, заработав очки \| \| Сход \| Не финишировал, но при этом заработал очки \| \| 12 \| Финишировал, не получив очков \| \| НКЛ \| Финишировал, но не попал в финальную классификацию \| \| 15 \| Участвовал вне зачёта, либо по отдельной классификации \| \| 18 \| Не финишировал, но попал в финальную классификацию \| \| Сход \| Не финишировал \| \| НКВ \| Не прошёл квалификацию \| \| НПКВ \| Не прошёл предквалификацию \| \| ДСК \| Дисквалифицирован \| \| ИСК \| Исключён из протокола соревнований \| \| ТТ \| Заявлен для участия только в тренировках \| \| НС \| Участвовал в квалификации, но не стартовал в гонке \| \| Т \| Травмирован или болен \| \| ОТК \| Отказ от участия \| \| НТР \| Прибыл на соревнования, но на трассу не выезжал \| \| НПР \| Был заявлен в числе участников, но не прибыл к началу соревнований \| \| О \| Соревнования отменены \| \| \| Не участвовал \| \| Поул-позиция \| \| \| Быстрый круг \| \| |                                                                    |
| Пример | Описание                                                           |
| 1 | Победитель                                                         |
| 2 | Второе место                                                       |
| 3 | Третье место                                                       |
| 5 | Финишировал, заработав очки                                        |
| Сход | Не финишировал, но при этом заработал очки                         |
| 12 | Финишировал, не получив очков                                      |
| НКЛ | Финишировал, но не попал в финальную классификацию                 |
| 15 | Участвовал вне зачёта, либо по отдельной классификации             |
| 18 | Не финишировал, но попал в финальную классификацию                 |
| Сход | Не финишировал                                                     |
| НКВ | Не прошёл квалификацию                                             |
| НПКВ | Не прошёл предквалификацию                                         |
| ДСК | Дисквалифицирован                                                  |
| ИСК | Исключён из протокола соревнований                                 |
| ТТ | Заявлен для участия только в тренировках                           |
| НС | Участвовал в квалификации, но не стартовал в гонке                 |
| Т | Травмирован или болен                                              |
| ОТК | Отказ от участия                                                   |
| НТР | Прибыл на соревнования, но на трассу не выезжал                    |
| НПР | Был заявлен в числе участников, но не прибыл к началу соревнований |
| О | Соревнования отменены                                              |
| | Не участвовал                                                      |
| Поул-позиция |                                                                    |
| Быстрый круг |                                                                    |

| Год  | Класс              | Команда        | Машина          | Номер                  | Гонщик                   | 1    | 2    | 3    | 4    | 5   | 6    | 7    | 8    | 9    | 10   | 11   | 12   | 13  | 14   |        |       |
| 2016 |                    |                |                 |                        |                          | СМО  | СМО  | НИЖ  | НИЖ  | ГРО | ГРО  | СОЧ  | СОЧ  | МОС  | МОС  | СМО  | СМО  | КАЗ | КАЗ  | Очки   | Место |
| ---- | ------------------ | -------------- | --------------- | ---------------------- | ------------------------ | ---- | ---- | ---- | ---- | --- | ---- | ---- | ---- | ---- | ---- | ---- | ---- | --- | ---- | ------ | ----- |
| 2016 | Национальный       | Академия ралли | VW Polo Sedan   | 55                     | Иван Костюков            | Сход | 7    | 3    | Сход | 4   | 1    | 2    | 5    | 4    | 4    | 16   | 1    | 8   | Сход | 958    | 3     |
| 2017 |                    |                |                 |                        |                          | ГРО  | ГРО  | СМО  | СМО  | НИЖ | НИЖ  | КАЗ  | КАЗ  | СМО  | СМО  | МОС  | МОС  | КАЗ | КАЗ  | Очки   | Место |
| 2017 | Туринг-Лайт        | Академия ралли | VW Polo R2 Mk5  | 13                     | Игорь Самсонов           | 7    | 9    | 9    | 3    | 6   | Сход | 13   | 7    | 5    | 10   | 8    | 12   | 10  | 3    | 112    | 11    |
| 2017 | Национальный       | Академия ралли | VW Polo Sedan   | 5                      | Глеб Кузнецов            | 6    | 1    | 2    | 11   | 24  | 14   | 4    | 4    | 3    | 4    | 1    | 1    | 8   | 2    | 200    | 2     |
| 2017 | Национальный       | Академия ралли | VW Polo Sedan   | 71                     | Иван Костюков            | 11   | 13   | НКВ  | НКВ  | 1   | 4    | 13   | 6    |      |      | 2    | 3    | 9   | Сход | 103    | 6     |
| 2017 | Национальный       | Академия ралли | VW Polo Sedan   | 55                     | Александр Дударев[2]     | 5    | 7    | 10   | 2    | 13  | 11   |      |      | Сход | 8    | 3    | 7    |     |      | 97[2]  | 7[2]  |
| 2017 | Национальный       | Академия ралли | VW Polo Sedan   | 7                      | Татьяна Добрынина        | 18   | 17   | 21   | 17   | 21  | 22   | 24   | 15   | 17   | Сход | 16   | 21   | 13  | Сход | 4      | 33    |
| 2017 | Национальный       | Академия ралли | VW Polo Sedan   | Командный результат[1] | Командный результат[1]   | 2    | 2    | 3    | 3    | 1   | 1    | 2    | 2    | 2    | 2    | 1    | 1    | 4   | 4    | 311    | 1     |
| 2017 | Национальный-Юниор | AR Junior      | VW Polo Sedan   | 5                      | Ирина Сидоркова          | 1    | 3    |      |      | 1   | 8    | 6    | 4    | 2    | 2    |      |      | 1   | 10   | 171    | 2     |
| 2017 | Национальный-Юниор | AR Junior      | VW Polo Sedan   | 35                     | Павел Кузьминов          | 8    | 10   |      |      | 13  | 5    | 7    | 6    | 6    | 7    |      |      | 8   | 2    | 94     | 6     |
| 2017 | Национальный-Юниор | AR Junior      | VW Polo Sedan   | 7                      | Анастасия Гришина        |      |      |      |      | НКВ | НКВ  | 14   | Сход | 10   | 8    |      |      | 5   | 11   | 32     | 13    |
| 2017 | Национальный-Юниор | AR Junior      | VW Polo Sedan   | Командный результат[1] | Командный результат[1]   | 2    | 2    |      |      | 2   | 2    | 3    | 3    | 2    | 2    |      |      | 1   | 1    | 265    | 1     |
| 2018 |                    |                |                 |                        |                          | ГРО  | ГРО  | СМО  | СМО  | НИЖ | НИЖ  | КАЗ  | КАЗ  | МОС  | МОС  | СОЧ  | СОЧ  | ГРО | ГРО  | Очки   | Место |
| 2018 | Туринг             | Академия ралли | CUPRA DSG       | 10                     | Антон Бадоев             | 16   | 6    | 8    | 2    | 10  | 10   | 6    | 3    | 4    | Сход | 4    | 4    | 3   | 6    | 141    | 6     |
| 2018 | Трофей СМП РСКГ    | Академия ралли | CUPRA DSG       | 10                     | Антон Бадоев             | 3    | 8    | 1    | 3    | 3   | 4    | 2    | 1    | 1    | Сход | 1    | 1    | 1   | 1    | 264    | 1     |
| 2018 | Туринг-Лайт        | Академия ралли | VW Polo R2 Mk5  | 13                     | Игорь Самсонов           | 6    | 1    | 4    | 7    | 1   | 7    | 1    | 5    | 1    | 7    | 3    | 6    | 5   | 4    | 214    | 3     |
| 2018 | Национальный       | Академия ралли | VW Polo Sedan   | 5                      | Глеб Кузнецов            | 3    | 11   | 1    | 8    | 3   | 1    | 10   | 5    | 1    | Сход | 1    | 11   | 9   | 1    | 204    | 2     |
| 2018 | Национальный       | Академия ралли | VW Polo Sedan   | 55                     | Денис Мавланов           | 12   | 12   | Сход | Сход | 9   | 2    | 17   | 17   | НС   | 4    | 2    | 2    |     |      | 91     | 9     |
| 2018 | Национальный       | Академия ралли | VW Polo Sedan   | 13                     | Александр Масленников[3] |      |      |      |      |     |      |      |      |      |      |      |      | 8   | 6    | 83[3]  | 11[3] |
| 2018 | Национальный       | Академия ралли | VW Polo Sedan   | Командный результат[1] | Командный результат[1]   | 6    | 6    | 4    | 4    | 1   | 1    | 6    | 6    | 2    | 2    | 1    | 1    | 2   | 2    | 313    | 2     |
| 2018 | Национальный-Юниор | AR Junior      | VW Polo Sedan   | 5                      | Ирина Сидоркова          | 1    | 2    | 1    | 1    |     |      | 3    | 12   | 9    | 8    |      |      | 2   | 9    | 163    | 1     |
| 2018 | Национальный-Юниор | AR Junior      | VW Polo Sedan   | 35                     | Павел Кузьминов          | 8    | 1    | 7    | 7    |     |      | 1    | 3    | 8    | 3    |      |      | 3   | 2    | 155    | 2     |
| 2018 | Национальный-Юниор | AR Junior      | VW Polo Sedan   | 55                     | Пётр Плотников           | 6    | 5    | 5    | 10   |     |      | 2    | 6    | 1    | 6    |      |      | 6   | 1    | 140    | 3     |
| 2018 | Национальный-Юниор | AR Junior      | VW Polo Sedan   | 7                      | Анастасия Гришина        | Сход | 9    | 10   | 8    |     |      | 9    | 8    | 11   | 10   |      |      | 11  | 11   | 57     | 11    |
| 2018 | Национальный-Юниор | AR Junior      | VW Polo Sedan   | Командный результат[4] | Командный результат[4]   | 1    | 1    | 1    | 1    |     |      | 3    | 3    | 2    | 2    |      |      | 1   | 1    | 315    | 1     |
| 2018 | Национальный-Юниор | AR Junior      | VW Polo Sedan   | Командный результат[4] | Командный результат[4]   | 5    | 5    | 5    | 5    |     |      | 1    | 1    | 4    | 4    |      |      | 4   | 4    | 200    | 5     |
| 2019 |                    |                |                 |                        |                          | ГРО  | ГРО  | НИЖ  | НИЖ  | СМО | СМО  | КАЗ  | КАЗ  | АДМ  | АДМ  | МОС  | МОС  | СОЧ | СОЧ  | Очки   | Место |
| 2019 | Туринг             | Академия ралли | CUPRA DSG       | 10                     | Антон Бадоев             | 9    | 6    | Сход | 8    | 5   | 8    | 7    | 8    | 10   | 16   | Сход | 13   | 10  | 11   | 181    | 11    |
| 2019 | Трофей СМП РСКГ    | Академия ралли | CUPRA DSG       | 10                     | Антон Бадоев             |      |      | Сход | 2    | 2   | 1    | 1    | 2    | 6    | 1    | Сход | 5    | 3   | 1    | 199    | 1     |
| 2019 | Туринг-Лайт        | Академия ралли | VW Polo R2 Mk5  | 17                     | Владимир Черевань        | 1    | 1    | 1    | 2    | 4   | 4    | 4    | 2    | 3    | 2    | 6    | 3    | 6   | 5    | 241    | 1     |
| 2019 | Туринг-Лайт        | Академия ралли | LADA Granta FL  | 5                      | Роман Голиков            | 3    | 2    | 7    | 3    | 1   | 2    | 7    | 1    | Сход | 5    |      |      |     |      | 183    | 3     |
| 2019 | Туринг-Лайт        | Академия ралли | VW Polo R2 Mk5  | 5                      | Роман Голиков            |      |      |      |      |     |      |      |      |      |      | Сход | 5    | 5   | 6    | 183    | 3     |
| 2019 | Туринг-Лайт        | Академия ралли | Hyundai Solaris | 7                      | Александр Сальников      |      |      |      |      | 3   | 5    |      |      |      |      |      |      |     |      | 152[5] | 5[5]  |
| 2019 | Туринг-Лайт        | Академия ралли | VW Polo R2 Mk5  | 13                     | Игорь Самсонов           |      |      |      |      |     |      |      |      |      |      | 5    | 2    |     |      | 11     | 3     |
| 2019 | Туринг-Лайт        | Академия ралли |                 | Командный результат[1] | Командный результат[1]   | 1    | 1    | 1    | 1    | 2   | 2    | 1    | 1    | 3    | 3    | 4    | 4    | 4   | 4    | 406    | 1     |
| 2019 | S1600 Юниор        | Академия ралли | VW Polo Sedan   | 55                     | Пётр Плотников           | 3    | 1    | 1    | 3    |     |      | 5    | 3    |      |      | 4    | 1    | 4   | 4    | 175    | 1     |
| 2019 | S1600 Юниор        | Академия ралли | VW Polo Sedan   | 78                     | Егор Фокин               | 4    | 2    | 3    | 8    |     |      | 4    | 6    |      |      | 1    | 5    | 3   | 1    | 163    | 3     |
| 2019 | S1600 Юниор        | Академия ралли | VW Polo Sedan   | 4                      | Александр Буйлов         | 7    | 6    | 8    | 4    |     |      | 9    | 8    |      |      | 6    | Сход | 8   | Сход | 73     | 9     |
| 2019 | S1600 Юниор        | Академия ралли | VW Polo Sedan   | 88                     | Данил Вельмякин          |      |      | 10   | НС   |     |      | 11   | 9    |      |      |      |      |     |      | 18     | 13    |
| 2019 | S1600 Юниор        | Академия ралли | VW Polo Sedan   | Командный результат[1] | Командный результат[1]   | 1    | 1    | 1    | 1    |     |      | 3    | 3    |      |      | 1    | 1    | 1   | 1    | 338    | 1     |
| 2020 |                    |                |                 |                        |                          | СМО  | СМО  | ИГО  | ИГО  | КАЗ | КАЗ  | МОС  | МОС  | СМО  | СМО  | НИЖ  | НИЖ  | ГРО | ГРО  | Очки   | Место |
| 2020 | Туринг-Лайт        | Академия ралли | VW Polo R2 Mk5  | 12                     | Николай Карамышев        | 7    | 6    | 7    | 1    | 3   | 4    | Сход | 5    | 5    | 2    | 3    | 2    | 5   | 3    | 187    | 3     |
| 2020 | Туринг-Лайт        | Академия ралли | VW Polo R2 Mk5  | 17                     | Владимир Черевань        | 3    | 2    | Сход | 10   | 10  | 9    | Сход | 1    | 6    | 3    | 6    | 9    | 8   | 10   | 139    | 4     |
| 2020 | Туринг-Лайт        | Академия ралли | VW Polo R2 Mk5  | 5                      | Ирина Сидоркова          | 6    | Сход | 9    | 12   | 11  | 8    |      |      | 12   | 8    | 1    | 8    | 3   | 4    | 110    | 9     |
| 2020 | Туринг-Лайт        | Академия ралли | VW Polo R2 Mk5  | Командный результат[1] | Командный результат[1]   | 3    | 3    | 2    | 2    | 2   | 2    | 2    | 2    | 2    | 2    | 2    | 2    | 2   | 2    | 313    | 2     |
| 2020 | S1600              | Академия ралли | VW Polo Sedan   | 55                     | Пётр Плотников           | 16   | 3    | 1    | 1    | 1   | 5    | 2    | 1    | 5    | 7    | 2    | Сход | 2   | 7    | 221    | 1     |
| 2020 | S1600              | Академия ралли | VW Polo Sedan   | 17                     | Илья Горбатский          | Сход | НС   | 17   | 12   |     |      |      |      |      |      | 11   | 12   |     |      | 13     | 22    |
| 2020 | S1600              | Академия ралли | VW Polo Sedan   | Командный результат    | Командный результат      | 5    | 5    | 1    | 1    | 3   | 3    | 2    | 2    | 3    | 3    | 4    | 4    | 3   | 3    | 234    | 4     |
| 2020 | S1600 Юниор        | Академия ралли | VW Polo Sedan   | 78                     | Егор Фокин               |      |      | 2    | 1    | 2   | 1    | 1    | 1    | 1    | 4    | 1    | 1    | 1   | 4    | 277    | 1     |
| 2020 | S1600 Юниор        | Академия ралли | VW Polo Sedan   | 51                     | Артемий Першин           |      |      | 1    | 3    | 4   | Сход | 3    | 3    | 4    | 5    | 4    | 4    | 7   | 2    | 167    | 3     |
| 2020 | S1600 Юниор        | Академия ралли | VW Polo Sedan   | Командный результат    | Командный результат      |      |      | 1    | 1    | 1   | 1    | 1    | 1    | 1    | 1    | 1    | 1    | 2   | 2    | 444    | 1     |
| Год  | Класс              | Команда        | Машина          | Номер                  | Гонщик                   | 1    | 2    | 3    | 4    | 5   | 6    | 7    | 8    | 9    | 10   | 11   | 12   | 13  | 14   | Очки   | Место |

1  В командном зачёте очки приносят только двое из заявленных на этап пилотов.
2  Александр Дударев в 2017 году на 4-м этапе выступал в личном зачёте, все остальные очки за сезон он набрал в составе коллектива «Академия ралли».
3  Александр Масленников в 2018-м в классе «Национальный» выступил за «Академию ралли» на финальном этапе, остальные очки за сезон набраны им в другой команде.
4  В сезоне 2018 в классе «Национальный-Юниор» одновременно выступали две команды от «Академии ралли», в каждой из которых выступало по два пилота.
5  Александр Сальников в 2019 году выступил за «Академию ралли» на 3-м этапе, остальные очки за сезон набраны им в других командах.

### Народный пилот
В 2014 году «Академия ралли» проводила уникальный проект «Народный пилот», при информационной поддержке интернет-портала «Мотор». Суть конкурса сводилась к трёхэтапному отбору лучшего гонщика из числа кандидатов — молодых спортсменов-любителей и обычных автомобилистов. Ежегодно победитель получал право выступить в нескольких этапах Российской серии кольцевых гонок за профессиональную гоночную команду, с полным возмещением расходов.
Начальные требования были максимально просты — наличие водительских прав и желание стать кольцевым пилотом. На первом этапе конкурса участники отвечали на вопросы по истории автоспорта и устройству спортивных автомобилей. На втором этапе каждый должен был записать видеообращение к зрителям (только в финальном, 2018 году, этот пункт отбора заменили на картинговые заезды). Непосредственно в финале главные претенденты должны были проехать за рулём спортивной версии Volkswagen Polo Sedan по гоночной трассе «Смоленское кольцо», и показать наиболее высокую скорость прохождения круга.
Победивший «Народный пилот» получал право принять участие в нескольких этапах Кубка России по кольцевым гонкам в классе «Национальный», в рамках серии РСКГ, за рулём спортивного Volkswagen Polo Sedan, подготовленного специалистами «Академии ралли». Команда брала на себя все расходы по участию в соревнованиях и подготовке автомобиля. Также в программу входила подготовка к стартам с участием специалистов академии, включающая несколько тренировочных выездов на гоночный трек. Все этапы проекта, его результаты, последующее выступление победителя на этапах серии РСКГ освещались интернет-порталом «Мотор», на сайтах «Академии Ралли» и Российской серии кольцевых гонок.
Проект «Народный пилот» проводился в течение пяти лет, с 2014 до 2018 год. За это время пять его победителей попробовали свои силы на гоночных трассах Кубка России. В первом же сезоне, 2014 года Максим Белоцкий показал высокий уровень пилотирования, пять раз входил в топ-6 на этапах, и однажды остановился в шаге от призового подиума. В дальнейшем, в команде был накоплен большой опыт участия молодых спортсменов, и в последующие сезоны каждый из «Народных пилотов» смог хотя бы раз подняться на призовой подиум заезда Российской серии кольцевых гонок. Наиболее успешно проявил себя Иван Костюков, выигравший две гонки Кубка России и ставший бронзовым призёром турнира по итогам 2016 года. При этом, как и все другие победители проекта, он был абсолютным дебютантом РСКГ.

#### Результаты «Народных пилотов» в дебютных сезонах РСКГ
| Легенда к таблице |                                                                    |
| --- | ------------------------------------------------------------------ |
| Расшифровка обозначений и цветов представлена в нижеследующей таблице. |                                                                    |
| \| Пример \| Описание \| \| ------------ \| ------------------------------------------------------------------ \| \| 1 \| Победитель \| \| 2 \| Второе место \| \| 3 \| Третье место \| \| 5 \| Финишировал, заработав очки \| \| Сход \| Не финишировал, но при этом заработал очки \| \| 12 \| Финишировал, не получив очков \| \| НКЛ \| Финишировал, но не попал в финальную классификацию \| \| 15 \| Участвовал вне зачёта, либо по отдельной классификации \| \| 18 \| Не финишировал, но попал в финальную классификацию \| \| Сход \| Не финишировал \| \| НКВ \| Не прошёл квалификацию \| \| НПКВ \| Не прошёл предквалификацию \| \| ДСК \| Дисквалифицирован \| \| ИСК \| Исключён из протокола соревнований \| \| ТТ \| Заявлен для участия только в тренировках \| \| НС \| Участвовал в квалификации, но не стартовал в гонке \| \| Т \| Травмирован или болен \| \| ОТК \| Отказ от участия \| \| НТР \| Прибыл на соревнования, но на трассу не выезжал \| \| НПР \| Был заявлен в числе участников, но не прибыл к началу соревнований \| \| О \| Соревнования отменены \| \| \| Не участвовал \| \| Поул-позиция \| \| \| Быстрый круг \| \| |                                                                    |
| Пример | Описание                                                           |
| 1 | Победитель                                                         |
| 2 | Второе место                                                       |
| 3 | Третье место                                                       |
| 5 | Финишировал, заработав очки                                        |
| Сход | Не финишировал, но при этом заработал очки                         |
| 12 | Финишировал, не получив очков                                      |
| НКЛ | Финишировал, но не попал в финальную классификацию                 |
| 15 | Участвовал вне зачёта, либо по отдельной классификации             |
| 18 | Не финишировал, но попал в финальную классификацию                 |
| Сход | Не финишировал                                                     |
| НКВ | Не прошёл квалификацию                                             |
| НПКВ | Не прошёл предквалификацию                                         |
| ДСК | Дисквалифицирован                                                  |
| ИСК | Исключён из протокола соревнований                                 |
| ТТ | Заявлен для участия только в тренировках                           |
| НС | Участвовал в квалификации, но не стартовал в гонке                 |
| Т | Травмирован или болен                                              |
| ОТК | Отказ от участия                                                   |
| НТР | Прибыл на соревнования, но на трассу не выезжал                    |
| НПР | Был заявлен в числе участников, но не прибыл к началу соревнований |
| О | Соревнования отменены                                              |
| | Не участвовал                                                      |
| Поул-позиция |                                                                    |
| Быстрый круг |                                                                    |

Результаты победителей конкурса «Народный пилот» в своем дебютном сезоне в Российской серии кольцевых гонок.
| Год  | Класс        | Машина        | Номер | Гонщик               | 1    | 2   | 3    | 4    | 5    | 6   | 7    | 8    | 9    | 10   | 11  | 12  | 13  | 14   | 15  | 16  |       |       |
| 2014 |              |               |       |                      | СМО  | СМО | МОС  | МОС  | НИЖ  | НИЖ | КАЗ  | КАЗ  | КАЗ  | КАЗ  | СМО | СМО | СОЧ | СОЧ  | СМО | СМО | Очки  | Место |
| ---- | ------------ | ------------- | ----- | -------------------- | ---- | --- | ---- | ---- | ---- | --- | ---- | ---- | ---- | ---- | --- | --- | --- | ---- | --- | --- | ----- | ----- |
| 2014 | Национальный | VW Polo Sedan | 33    | Максим Белоцкий      | 4    | НС  | НС   | 8    | Сход | 6   | 8    | 5    |      |      | 5   | 6   |     |      |     |     | 383   | 12    |
| 2015 |              |               |       |                      | НИЖ  | НИЖ | СМО  | СМО  | СОЧ  | СОЧ | КАЗ  | КАЗ  | СМО  | СМО  | МОС | МОС | КАЗ | КАЗ  |     |     | Очки  | Место |
| 2015 | Национальный | VW Polo Sedan | 24    | Игорь Самсонов       | 15   | 12  | 8    | 14   | 2    | 5   | Сход | 12   | 8    | Сход | 16* | 7   | 5   | Сход |     |     | 45,5  | 11    |
| 2016 |              |               |       |                      | СМО  | СМО | НИЖ  | НИЖ  | ГРО  | ГРО | СОЧ  | СОЧ  | МОС  | МОС  | СМО | СМО | КАЗ | КАЗ  |     |     | Очки  | Место |
| 2016 | Национальный | VW Polo Sedan | 55    | Иван Костюков        | Сход | 7   | 3    | Сход | 4    | 1   | 2    | 5    | 4    | 4    | 16  | 1   | 8   | Сход |     |     | 958   | 3     |
| 2017 |              |               |       |                      | ГРО  | ГРО | СМО  | СМО  | НИЖ  | НИЖ | КАЗ  | КАЗ  | СМО  | СМО  | МОС | МОС | КАЗ | КАЗ  |     |     | Очки  | Место |
| 2017 | Национальный | VW Polo Sedan | 55    | Александр Дударев[1] | 5    | 7   | 10   | 2    | 13   | 11  | 6    | Сход | Сход | 8    | 3   | 7   |     |      |     |     | 97[1] | 7[1]  |
| 2018 |              |               |       |                      | ГРО  | ГРО | СМО  | СМО  | НИЖ  | НИЖ | КАЗ  | КАЗ  | МОС  | МОС  | СОЧ | СОЧ | ГРО | ГРО  |     |     | Очки  | Место |
| 2018 | Национальный | VW Polo Sedan | 55    | Денис Мавланов       | 12   | 12  | Сход | Сход | 9    | 2   | 17   | 17   | НС   | 4    | 2   | 2   |     |      |     |     | 91    | 9     |
| Год  | Класс        | Машина        | Номер | Гонщик               | 1    | 2   | 3    | 4    | 5    | 6   | 7    | 8    | 9    | 10   | 11  | 12  | 13  | 14   | 15  | 16  | Очки  | Место |

1  Александр Дударев в 2017 году на 4-м этапе выступал в личном зачёте, все остальные очки за сезон он набрал в составе коллектива «Академия ралли».

### Участие в других гонках и шоу
Представители «Академии ралли» трижды принимали участие в большом московском раллийном событии — Rally Masters Show, в 2014—2017 годах. При этом в 2014 и 2015-м в рамках шоу проходили зачётные этапы Volkswagen Polo Cup. За счёт этого, самыми наполненными классами в эти годы были именно те, где стартовали участники монокубка. Так, в 2014 году самым насыщенным стал класс 2WD, где на старт вышло 28 экипажей из 62-х заявленных на гонку, из них 17 выступало на автомобилях Volkswagen Polo «Академии ралли». Через год максимум машин было представлено в категории R2, где на старт вышло 15 экипажей из 44-х заявленных на гонку, из них 10 выступало на автомобилях Volkswagen Polo. Плюс один экипаж все эти четыре года заявлялся на гонку на Volkswagen Polo 4WD, также построенном в «Академии ралли». В 2015 и 2016 годах он смог одержать победу в своём классе Overall, и оба раза финишировал в топ-6 абсолютного зачёта.
В 2017 году на автодроме Крепость Грозная в Чечне впервые была проведена престижная 4-часовая гонка Akhmat Race. Регламент состязаний был составлен таким образом, что за победу в абсолютном зачёте могли участвовать представители всех классов. Команда «Академии ралли» и на этом состязании заявила автомобиль собственной подготовки Volkswagen Polo Sedan класса «Национальный», которым управляли в заезде Глеб Кузнецов и Александр Дударев. Им удалось правильно рассчитать силы на длинную дистанцию и выиграть гонку, получив главный приз в 1,5 млн рублей. Через год регламент соревнования изменился, и владельцы машин класса «Национальный» уже объективно не могли бороться за победу в абсолюте. От «Академии ралли» было представлено два экипажа на «Поло Седанах»: Глеб Кузнецов—Денис Мавланов и Владимир Черевань—Всеволод Гаген. Оба смогли успешно финишировать, заняв второе и четвёртое места в своём классе, соответственно.

### Подготовка спортивной техники
«Академия ралли» занимается самостоятельной подготовкой и постройкой спортивных автомобилей для участия в соревнованиях, используя в качестве основы серийные модели. С 2013 года компания подготовила в общей сложности восемь версий спортивных машин разных уровней подготовки. Хетчбэк Volkswagen Polo в четырёх вариантах: для кольцевых автогонок в классе «Туринг-Лайт», для раллийного монокласса Volkswagen POLO CUP, автомобиль раллийной группы R2. Плюс были построены уникальные полноприводные хетчбэки Volkswagen Polo 4WD, с двигателем и полноприводной трансмиссией от Mitsubishi Lancer Evolution X. Volkswagen Polo sedan подвергался доводкам так же в четырёх вариантах: для кольцевых гонок в классах «Национальный»/S1600 и «Национальный-Юниор»/S1600 Юниор, а также для раллийного монокласса D-Mack Cup/Volkswagen POLO CUP и седан раллийной группы R2.
Первым проектом компании стала подготовка серии однотипных хетчбэков Volkswagen Polo RC5 для раллийного монокласса D-Mack Cup, дебютировавшего в 2013 году. В качестве основы был выбран серийный хетчбэк Volkswagen Polo пятого поколения. А сама подготовка осуществлялась в Чехии, при содействии местных технических специалистов. 1,6-литровый двигатель получил электронный блок управления разработки российской компании «Абит», и был умеренно форсирован до 165 л. с. Коробка передач осталась серийной, но получила спортивную блокировку. Подвеска заменена на спортивную, от американской компании Reiger, с тремя регулировками. Коробка передач осталась стандартной, но было установлено металлокерамическое сцепление диаметром 200 мм. Каркасы безопасности изготовила чешская компания VND Autosport. Были установлены спортивные сиденья с 6-точечными ремнями безопасности, установлены другие элементы, специфические для автомобилей, участвующих в автогонках (специальный огнетушитель, дополнительные замки капота и т. п.). В дальнейшем сборка машин осуществлялась уже непосредственно в России. Всего было построено 15 экземпляров. Существовала и версия модели с кузовом седан, получившая название Volkswagen Polo sedan RC5. В дальнейшем экипажи на обоих вариантах RC5 принимали участие в монокубке D-Mack Cup 2013 года и его последователе — Volkswagen POLO CUP (2014—2016 годы), на этапах чемпионата и кубка России по ралли. Помимо борьбы между собой, участники монокубков «Академии ралли» неоднократно одерживали победы на этапах кубка России по ралли в классе 1600Н, опережая при этом экипажи и заводской команды LADA Sport. Победитель D-Mack Cup Аркадий Богомолов, по итогам Кубка России 2013 года стал третьим в зачёте 1600Н.

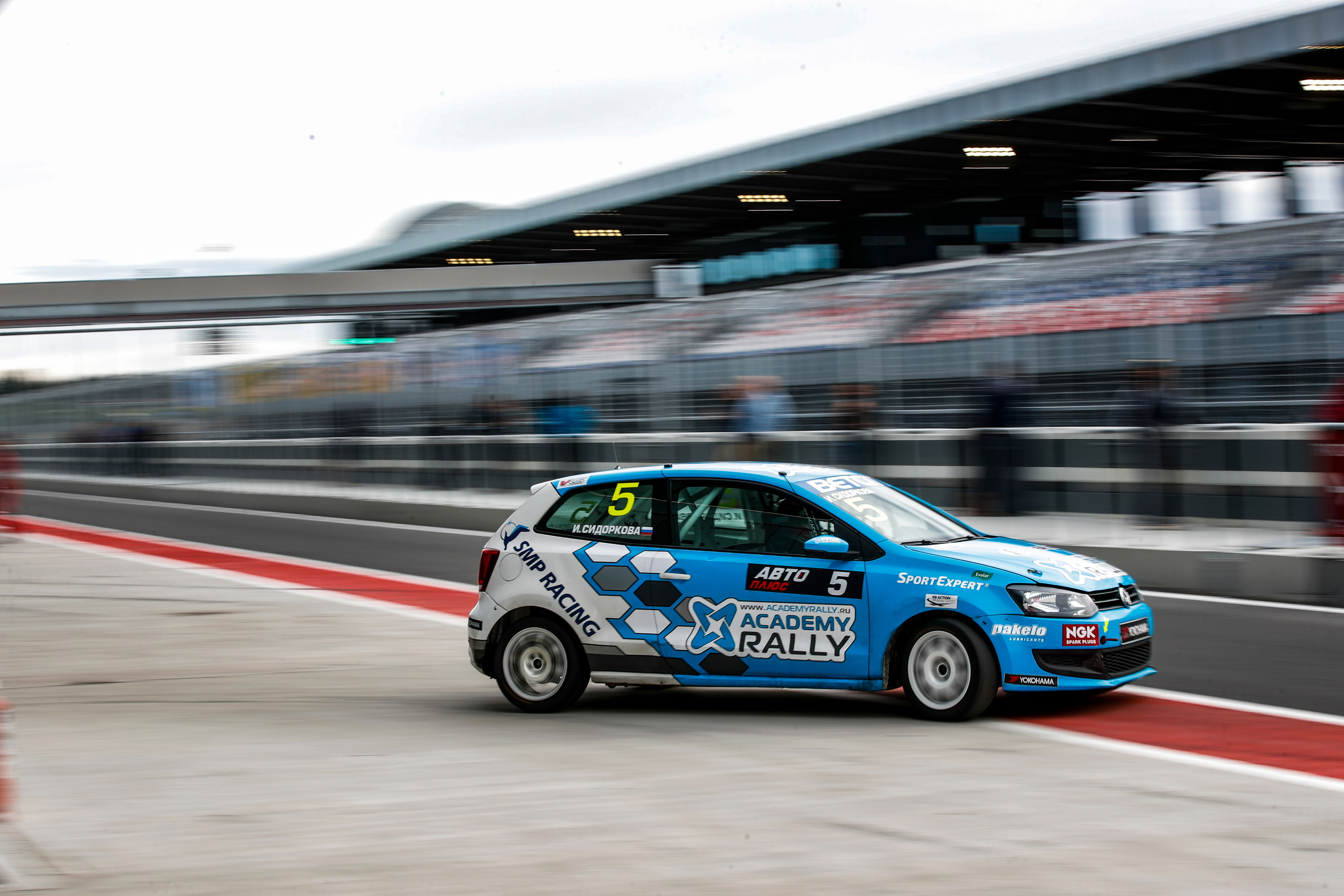
Кольцевой Volkswagen Polo класса «Туринг-Лайт», подготовленный в «Академии ралли»

Весной 2013 года в Чехии, при участии российского гоночного инженера Виктора Сорочинского, на базе Volkswagen Polo RC5 был подготовлен более мощный хетчбэк раллийной группы R2. Который в свою очередь получил вариант для участия в кольцевых автогонках. А точнее — в чемпионате России класса «Туринг-Лайт». Двигатель получил электронный блок управления компании Motec, мощность была повышена до 192 л. с. Сцепление заменено на AP Racing диаметром 184 мм. Раллийная подвеска уступила место кольцевой, хотя и той же компании Reiger, с тремя регулировками. Спортивный дебют автомобиля «на кольце» состоялся в том же сезоне. Его характеристики и надёжность устроили руководителей проекта, после чего было решено в дальнейшем уже самостоятельно строить такие же машины в России, на технической базе коллектива «Академия ралли». Они стали доступны для российских автогонщиков, как для приобретения в личное пользование, так и для спортивной аренды. С тех пор за рулём данной версии Volkswagen Polo на этапах РСКГ в 2014—2020 годах стартовало 29 пилотов из разных команд — что является рекордным показателем в данной зачётной категории. В сезонах 2017 и 2019 годов гонщикам на этих машинах удалось стать чемпионами России, в том числе в составе команды «Академия ралли», которая в свою очередь, стала победителем командного зачёта в 2019-м.
Перед стартом сезона 2014 РСКГ был реализован ещё один проект команды «Академия ралли», теперь уже для самого массового класса «Национальный». По правилам данного зачёта можно использовать в качестве базовой только модели российского производства, и было решено подготовить спортивный автомобиль на базе популярного седана Volkswagen Polo калужской сборки. В течение весны 2014-го проводилась интенсивная подготовка, испытатели проехали в общей сложности более 1800 кругов (эквивалент 5-6 лет гоночной эксплуатации) по трассе «Смоленское кольцо» в гоночном режиме, максимально испытав ресурс и износостойкость новой машины. Во время тестов было определено, что именно надо доработать и улучшить в новинке, чтобы можно было бороться за высокие места в своём зачёте. Это имело далеко идущие последствия, в итоге Volkswagen Polo Sedan установил рекорд РСКГ по числу произведённых машин одной модели для данной гоночной серии. Всего с 2014 года было подготовлено около 30 спортивных авто для зачётов «Национальный»/S1600 и «Национальный-Юниор»/S1600 Юниор. Причём в юниорском классе начиная с сезона 2018 года Polo Sedan стал основным автомобилем. Ни одна другая компания не подготовила для российского кольцевого первенства столько новых спортивных автомобилей в этих категориях за данный временной период. На различных версиях Volkswagen Polo Sedan в кубке страны класса «Национальный»/S1600 выступали 27 пилотов. Благодаря использованию Volkswagen Polo Sedan были одержаны победы в командном зачёте сезонов 2016 и 2017 годов, в последнем случае это сделала непосредственно «Академия ралли», а в сезоне 2020 года её пилот стал обладателем кубка страны в личном зачёте. В юниорском Первенстве России все четыре сезона, в которых проводился командный зачёт (в 2017—2020 годах), были выиграны «Академией ралли». Также её пилоты первенствовали в личном зачёте в последние три года (2018—2020), всего в этом зачёте 29 разных спортсменов использовали Volkswagen Polo Sedan. Таким образом, благодаря усилиям «Академии ралли» различные версии Volkswagen Polo пятого поколения пришли в российские кольцевые гонки, где стали одними из наиболее популярных и быстрейших, на них были завоёваны высшие награды как в личном, так и в командном зачётах во всех трёх классах, где они представлены.
В 2014 году «Академия ралли» взяв за основу хетчбэк Volkswagen Polo RC5 сделала из него два раллийных спортпрототипа под названием Volkswagen Polo 4WD. Внешне машина получила большие расширители колёсных арок, увеличившие на несколько сантиметров ширину кузова, плюс мощное заднее антикрыло, колёса большего размера. Главное отличие по технической части — применение турбодвигателя мощностью 310 л. с. и полноприводной трансмиссии от японского седана Mitsubishi Lancer Evolution X. На этом автомобиле Михаил Лепехов несколько раз финишировал в топ-6 абсолютного зачёта на этапах кубка России по ралли 2014—2016 годов. Также он четырежды участвовал на нём в Rally Masters Show, в 2014—2017 годах, где становился победителем и призёром престижной гонки в своём классе.

#### Технические характеристики спортивных машин подготовки «Академии ралли»
Все автомобили VW Polo пятого поколения с бензиновыми 4-цилиндровыми 16-клапанными двигателями, с впрыском топлива.
| Автомобиль                  | Тип кузова, число дверей | Дисциплина      | Марка, рабочий объём | Мощность при об/мин | Крутящий момент при об/мин | ЭБУ   | Число передач и тип КПП              | Каркас безопасности | Подвеска                | Вес, кг |
| --------------------------- | ------------------------ | --------------- | -------------------- | ------------------- | -------------------------- | ----- | ------------------------------------ | ------------------- | ----------------------- | ------- |
| VW Polo RC5                 | хетчбэк, 3               | ралли           | VW 1,6 л             | 165 л. с. при 7000  | 180 Нм при 5000            | Абит  | 5-ст. VW, стандартная, с блокировкой | VND Autosport       | Reiger, 3 регулировки   | 960     |
| VW Polo Sedan               | седан, 4                 | ралли           | VW 1,6 л             | 160 л. с. при 7000  | 182 Нм при 5800            | Абит  | 5-ст. VW, стандартная, с блокировкой | Академия Ралли ТКЕ  | Reiger, 3 регулировки   | 980     |
| VW Polo R2                  | хетчбэк, 3               | ралли           | VW 1,6 л             | 192 л. с. при 7600  | 198 Нм при 5500            | Motec | 5-ст. Sadev, секвентальная           | VND Autosport       | Reiger, 3 регулировки   | 1030    |
| VW Polo Sedan R2            | седан, 4                 | ралли           | VW 1,6 л             | 200 л. с.           | НД                         | Motec | 5-ст. Sadev, секвентальная           | VND Autosport       | Reiger, 3 регулировки   | НД      |
| VW Polo 4WD                 | хетчбэк, 3               | ралли           | MMC 2,0 л turbo      | 310 л. с. при 4300  | 633 Нм при 2900            | Motec | НД                                   | Академия Ралли ТКЕ  | Reiger, 3 регулировки   | 1320    |
| VW Polo R2 (Туринг-Лайт)    | хетчбэк, 3               | кольцевые гонки | VW 1,6 л             | 192 л. с. при 7600  | 198 Нм при 5500            | Motec | 5-ст. Sadev, секвентальная           | VND Autosport       | Reiger, 3 регулировки   | 1030    |
| VW Polo Sedan (S1600)       | седан, 4                 | кольцевые гонки | VW 1,6 л             | 155 л. с.           | 165 Нм                     | Абит  | 5-ст. VW, стандартная                | Академия Ралли ТКЕ  | Reiger, без регулировок | 980     |
| VW Polo Sedan (S1600 Юниор) | седан, 4                 | кольцевые гонки | VW 1,6 л             | 110 л. с.           | НД                         | Абит  | 5-ст. VW, стандартная                | Академия Ралли ТКЕ  | Reiger, без регулировок | 980     |

НД — нет данных

## Комментарии
1. 1 2 3 4 5 6 7 8 9 10 11 12 13  Все результаты соревнований по кольцевым автогонкам, проводившихся под эгидой Российской автомобильной федерации (чемпионаты и кубки России) и описываемые в данной статье, опубликованы на сайте РАФ в соответствующем разделе[1].
2. 1 2  Все результаты соревнований по ралли, проводившихся под эгидой Российской автомобильной федерации (чемпионаты и кубки России) и описываемые в данной статье, опубликованы на сайте РАФ в соответствующем разделе[2].